# Угода про співробітництво у сфері безпеки та довгострокову підтримку між Україною та Фінляндською Республікою
Безпекова угода між Україною та Фінляндією (фін. Ukrainan ja Suomen välinen turvallisuussopimus), повна назва Угода про співробітництво у сфері безпеки та довгострокову підтримку між Україною та Фінляндською Республікою (фін. Sopimus Suomen tasavallan ja Ukrainan välillä turvallisuusyhteistyöstä ja pitkäaikaisesta tuesta) — міжнародна угода, укладена 3 квітня 2024 року між Україною та Фінляндією про гарантії безпеки Україні, яка визначає пріоритетні сфери двосторонньої безпекової співпраці у військовій і невійськовій сферах, зокрема в політичній, фінансовій, гуманітарній та у сфері реформ. Документ підписано президентом України Володимиром Зеленським та президентом Фінляндії Александром Стуббом. Угода набуває чинності з моменту підписання та діє протягом 10 років із можливістю продовження. Фінляндія стала восьмою країною, яка підписала безпекову угоду з Україною, а також другою серед країн Північної Європи.

## Підписання угоди
Україна та Фінляндія уклали безпекову угоду 3 квітня 2024 року під час візиту президента Фінляндії Александра Стубба і спікера парламенту Юссі Халла-Ахо до Києва.
Згідно з угодою, Фінляндія допоможе відбудувати енергетичний сектор України, в оцінці екологічних збитків, в посиленні захисту кордонів та критичної інфраструктури, а також здійснюватиме лікування українських військових. Крім того, Фінляндія сприятиме вступу України до ЄС і НАТО.
Під час підписання угоди, президент України Володимир Зеленський подякував Стуббу за новий, 23-й пакет допомоги Україні на суму €188 млн. З початку повномасштабної агресії, загальна сума підтримки з боку Фінляндії наблизилася до €2 млрд.

| Я вдячний за гарантії продовження військової та фінансової підтримки нашої держави Фінляндією. Вже станом на зараз ми отримали 400 мільйонів євро військової допомоги за 2024 рік. І ця сума суттєво зросте до кінця цього року завдяки ще щонайменше двом пакетам допомоги. |
| — Володимир Зеленський |

Угода передбачає, що Фінляндія формує бюджет на розвиток і відбудову України, він становить €290 млн. Київ та Гельсінкі будуть співпрацювати в оборонній промисловості, а фінських виробників заохочуватимуть до кооперації та інвестицій в українські проєкти. Україна ж має використовувати зброю, яку надає Фінляндія «виключно для самооборони», проти військових цілей. Обидві держави запобігатимуть «витоку та незаконному обігу військової продукції», яку отримала українська сторона. Фінляндія і надалі вчитиме українських військових під егідою і ЄС, і Великої Британії, може долучатися і до інших ініціатив. 